# Beauchalot
Beauchalot – miejscowość i gmina we Francji, w regionie Oksytania, w departamencie Górna Garonna.
Według danych na rok 1990 gminę zamieszkiwało 380 osób, a gęstość zaludnienia wynosiła 60 osób/km² (wśród 3020 gmin regionu Midi-Pireneje Beauchalot plasuje się na 692. miejscu pod względem liczby ludności, natomiast pod względem powierzchni na miejscu 1380.).